# Haldenbach (Lein)
Der Haldenbach oder Dewanger Haldenbach ist ein Bach in der Stadtteilgemarkung Dewangen von Aalen im baden-württembergischen Ostalbkreis. Nach 33⁄4 km langem Lauf nach Nordwesten mündet er kurz vor Abtsgmünd von rechts in die unterste Lein.

## Geographie

### Verlauf
Der Haldenbach entsteht heute etwa 0,9 km ostsüdöstlich der Ortsmitte von Dewangen und nur etwa hundert Meter von der Siedlungsgrenze des Dorfes entfernt. Dort fließt er auf etwa 495 m ü. NHN aus einem Rohr; ein auf einer älteren topographischen Karte wie auf der amtlichen Gewässerkarte eingezeichnetes Oberlaufstück oberhalb von etwa hundert Metern Länge existiert nicht mehr.
Der Haldenbach fließt dann auf seinen ersten 300 Metern nur leicht geschlängelt und mit nur sporadisch Gehölz am Ufer zunächst westwärts bis an die Siedlungsgrenze von Dewangen. Dort wendet er sich zwischen ufernahen Häusern an beiden Seiten nach rechts, die Häuser der neueren Siedlungsgebiete des Dorfes weichen aber bald vom Bach, der nun in einer um 50 Meter breiten, freigehaltenen Wiesenaue läuft.
Schon weniger als 200 Meter nach seinem Eintritt in die Siedlungskontur endet aber der offene Lauf nahe an einem rechtsseits liegenden Kleinteich. Die anschließende unterirdische Verdolung läuft in der Mitte des breiten Grünstreifens weiter nordwestwärts, erreicht an dessen Ende nahe dem Ortskern die Fachsenfelder Straße, läuft unter dieser westwärts, danach unter der diese fortsetzenden Leintalstraße (L 1080) an der Kirche vorbei und folgt danach dem nach Nordwesten abknickenden Lauf dieser das Haldenbachtal hinablaufenden Landesstraße.
Erst nachdem der Haldenbach im beginnenden Kerbtal von links den zuletzt ebenfalls verdolten Wiesenbach aufgenommen und noch das Gelände der Dewangener Kläranlage durchlaufen hat, fließt er nach etwa 1,1 km langer Verdolung wieder offen und recht naturnah. Er ist von dort an einen bis vier Meter breit, teils tief in die Talsohle eingeschnitten, auf dem Bett liegen große Felsbrocken und er schlängelt sich und mäandriert sogar abschnittsweise. Die Ufer sind teils abgebrochen, anderswo stehen an ihnen Felsen und es gibt auch einen Wasserfall im Lauf. Den Bach begleitet ein Galeriewald, der vereinzelt bis an den Mittelhang hinaufreicht.
Im anschließenden Weiler Rodamshöfle ist der Bach im unteren Ortsbereich ab dem Wechsel der L 1080 auf die linke Talseite wieder verdolt, danach fließt er naturnah weiter über seinem sandigen bis kiesigen Grund, in dem etliche Steinblöcke liegen. Er fällt über mehrere Stufen. Wo die Landesstraße später wieder auf die rechte Talseite hinüberquert, ist der Bach jedoch stark verbaut.
Nach 3,7 km langem Weg mit mittlerem Sohlgefälle von etwa 32 ‰ mündet der Bach schließlich auf etwa 375 m ü. NHN und damit ungefähr 120 Höhenmeter unterhalb seines Rohraustritts vor Dewangen an der Leinbrücke der L 1075 zwischen Abtsgmünd-Leinroden und Abtsgmünd selbst in die unterste Lein.

### Einzugsgebiet
Das Einzugsgebiet des Haldenbachs ist 3,5 km² groß. Es gliedert sich naturräumlich in drei Teile. Der kleinere im Nordwesten und unterhalb von Rodamsdörfle gehört zum Sulzbacher Kochertal genannten Teil des Unterraums Waldgebiet am Mittleren Kocher der Schwäbisch-Fränkischen Waldberge. Das viel größere Gebiet oberhalb davon zählt zum Albuchvorland des Östlichen Albvorlandes, es ist entlang der Grenze Schwarzjura/Braunjura getrennt in die im Einzugsgebiet nach Fläche dominierenden Liasplatten über Rems und Lein und das Welland ganz im Südosten.
Im Einzugsgebiet gibt es nur sehr wenig Wald. In einem Zwickel des Waldgewanns Spitz an der Ostecke ist es mit etwa 504 m ü. NHN am höchsten. In der offenen Flur gibt es etwas mehr Wiesen als Äcker. Bis auf zwei Randstreifen an den Wasserscheiden beidseits des Mittellaufes von unter 6 % Flächenanteil, die zur Gemeinde Abtsgmünd gehören und unbesiedelt sind, liegt es in Gänze in der Stadtteilgemarkung Dewangen von Aalen. Außer dem im 20. Jahrhundert stark angewachsenen, beidseits des Oberlaufs sich ausbreitenden Dorf Dewangen, dem mit Abstand größten Siedlungsplatz darin, stehen abwärts am Lauf noch das Einzelanwesen Haldenhaus am Zufluss des Rotsolder Bachs und der Weiler Rodamshöfle am Beginn des Unterlaufs. Der Weiler Rotsold steht am Mittellauf des nach ihm benannten Zuflusses und das Einzelanwesen Tannenhof auf der südöstlichen Wasserscheide.
Reihum grenzen die Einzugsgebiete folgender Nachbargewässer an:
- Im Nordosten fließt der Trübenreuter Bach, erst nahe der Mündung Attleswasenbach genannt, zur Lein unterhalb des Haldenbachs;
- im Osten liegt das obere Einzugsgebiet des Laubbachs, des letzten Zuflusses der Lein;
- die südöstliche Wasserscheide verläuft gegen dessen Rombach-Zufluss Spitzbach und den anfangs Nesselbach genannten Rombach, den linken Oberlauf der Aal, die noch oberhalb der Lein in den Kocher mündet;
- hinter der südwestlichen Wasserscheide liegt das Einzugsgebiet des Stapfelbachs, der oberhalb des Haldenbachs in die Lein einfließt;
- im Westen zwängt sich zwischen die beiden Einzugsgebiete das eines kurzen Hangwaldbachs, der an der Turmhügelburg Leinroden vorbeifließt und gegenüber von Leinroden in die Lein mündet.

### Zuflüsse und Seen
Liste einer Auswahl der Zuflüsse von der Quelle zur Mündung. Gewässerlänge, Seefläche, Einzugsgebiet und Höhe nach den entsprechenden Layern auf der Onlinekarte der LUBW. Andere Quellen für die Angaben sind vermerkt.
Ursprung des Haldenbachs auf etwa 495 m ü. NHN ca. 0,9 km ostsüdöstlich der Ortsmitte von Aalen-Dewangen und nur etwa hundert Meter von der Siedlungsgrenze des Dorfes entfernt.
- Wiesenbach, von links und Südsüdosten auf etwa 434 m ü. NHN am Nordwestrand von Dewangen, 1,5 km und ca. 1,0 km². Entsteht auf etwa 489 m ü. NHN westlich von Degenhof nahe an einem Aussiedlerhof.
Der Haldenbach hat bis dorthin zwar ebenfalls schon eine Länge von etwa 1,5 km[LUBW 2], hat aber erst ein Teileinzugsgebiet von etwa 0,8 km² angesammelt.
- Rotsolder Bach, von rechts und Osten auf etwa 422 m ü. NHN bei Aalen-Haldenhaus, ca. 0,9 km[LUBW 8] und ca. 0,4 km². Grabenbeginn auf etwa 486 m ü. NHN am Nordrand von Dewangen. Am Oberlauf unbeständiger Durchfluss, ab Aalen-Rotsold kurz verrohrt, zuletzt offener Bach in einer Waldkerbe.

Mündung des Haldenbachs  von rechts und Südosten auf etwa 375 m ü. NHN an der Leinbrücke der L 1075 zwischen Abtsgmünd-Leinroden und Abtsgmünd selbst in die unterste Lein. Der Haldenbach ist ca. 3,7 km lang und hat ein 3,5 km² großes Einzugsgebiet.

## Geologie
Die höchste mesozoische geologische Schicht im Einzugsgebiet ist die unterste Formation Opalinuston des Braunjuras südöstlich und südlich von Dewangen, in ihm entstehen der Wiesenbach und gerade eben noch der Haldenbach selbst. Bachabwärts schließen sich, nunmehr im Schwarzjura, der Jurensismergel, der Posidonienschiefer, der Amaltheenton und an der Dorfmitte von Dewangen ein schmaler Streifen des Numismalismergels an. Ab dort durchteufen beide großen Oberläufe in schneller Folge den Obtususton, den Arietenkalk, den Angulatensandstein und den Psilonotenton.
Etwa am Zusammenfluss der beiden großen Oberläufe, wo auch die stärkere Einkerbung des Tales beginnt, erreicht dessen Grund mit dem Knollenmergel (Trossingen-Formation) die oberste Schicht des Mittelkeupers, dem noch vor dem Zufluss des Rotsolder Bachs der Stubensandstein (Löwenstein-Formation) folgt, in dessen Schichthöhe der Haldenbach bis zur Mündung verläuft.
Haldenbach wie Wiesenbach laufen in meist holozänen Schwemmlandbändern, die in beiden Fällen schon etwas oberhalb der Bachanfänge einsetzen. Der Sandberg rechtsseits vor dem benachbarten Tal des Trübenreuter Bachs trägt eine Kuppe aus pleistozänen Terrassensedimenten. Beide Mündungssporne sind zuletzt breit mit holozänen Abschwemmmassen überdeckt.

## Natur und Schutzgebiete
Die Talmulde des Haldenbachs liegt ab dem Zufluss des Rotsolder Bachs mit Ausnahme der Ortsflur und des Weichbildes von Rodamshöfle im Landschaftsschutzgebiet Unteres Leintal mit Nebentälern. Die kleinen Abtsgmünder Gebietsanteile an der linken und rechten Wasserscheide des Mittellaufes gehören zum Naturpark Schwäbisch-Fränkischer Wald.

## Tourismus
Ein mit rotem Kreuz markierter Wanderweg des Schwäbischen Albvereins von Aalen nach Abtsgmünd tritt im Süden nahe dem Tannenhof ins Einzugsgebiet ein, durchzieht dann Dewangen und quert dort den Oberlauf und verlässt das Einzugsgebiet wieder nordwärts bei Rotsold.

### LUBW
Amtliche Online-Gewässerkarte mit passendem Ausschnitt und den hier benutzten Layern: Lauf und Einzugsgebiet des Haldenbachs

Allgemeiner Einstieg ohne Voreinstellungen und Layer: Daten- und Kartendienst der Landesanstalt für Umwelt Baden-Württemberg (LUBW) (Hinweise)
1. 1 2 3 4  Höhe nach dem Höhenlinienbild auf dem Hintergrundlayer Topographische Karte.
2. 1 2 3  Länge nach dem Layer Gewässernetz (AWGN), vermindert um ein kurzes, auf der Gewässerkarte eingezeichnetes, aber anscheinend dräniertes Anfangsstück, das auf dem Hintergrundlayer Topographische Karte abgemessen wurde.
3. 1 2  Einzugsgebiet nach dem Layer Basiseinzugsgebiet (AWGN).
4. ↑  Natur teilweise nach dem Layer Geschützte Biotope.
5. ↑  Länge nach dem Layer Gewässernetz (AWGN).
6. ↑  Seefläche nach dem Layer Stehende Gewässer.
7. ↑  Einzugsgebiet abgemessen auf dem Hintergrundlayer Topographische Karte.
8. ↑  Länge nach dem Layer Gewässernetz (AWGN), ergänzt um ein auf der Gewässerkarte nicht berücksichtigtes Anfangsstück, das auf dem Hintergrundlayer Topographische Karte abgemessen wurde.
9. ↑  Schutzgebiete nach den einschlägigen Layern.

### Andere Belege
1. ↑  Modellierte Werte nach Abfluss-BW Gewässerknoten MQ/MNQ
2. ↑  Hansjörg Dongus: Geographische Landesaufnahme: Die naturräumlichen Einheiten auf Blatt 171 Göppingen. Bundesanstalt für Landeskunde, Bad Godesberg 1961. → Online-Karte (PDF; 4,3 MB)
3. ↑  Geologie nach den Layern zu Geologische Karte 1:50.000 auf: Mapserver des Landesamtes für Geologie, Rohstoffe und Bergbau (LGRB) (Hinweise)